# Scaramouche (film din 1923)
Scaramouche este un film mut regizat de Rex Ingram[*] după un scenariu de Willis Goldbeck[*]. A fost produs în Statele Unite ale Americii  și a avut premiera la 15 septembrie 1923, fiind distribuit de Metro Pictures. Coloana sonoră este compusă de William Axt[*].  În rolurile principale au jucat actorii Ramón Novarro, Alice Terry, Lewis Stone și Lloyd Ingraham.
Scaramouche a intrat în domeniul public în Statele Unite la 1 ianuarie 2019.

## Distribuție
Rolurile principale au fost interpretate de actorii:
- Lloyd Ingraham - Quintin de Kercadiou
- Alice Terry ca Aline de Kercadiou, nepoata lui
- Ramon Novarro ca André-Louis Moreau, nașul său
- Lewis Stone ca Marquis de la Tour d'Azyr
- Julia Swayne Gordon - contesa [Thérèse] de Plougastel
- William Humphrey - Chevalier de Chabrillone
- Otto Matieson - Philippe de Vilmorin
- George Siegmann ca  Danton
- Bowditch M. Turner -  Chapelier
- James Marcus - [Challefau] Binet
- Edith Allen - Climène Binet
- John George ca Polichinelle
- Willard Lee Hall ca locotenent al regelui
- Rose Dione ca La Révolte

distribuție nemenționată:
- Edwin Argus ca Regele Ludovic al XVI-lea al Franței
- J. Edwin Brown - Monsieur Benoit
- Louise Carver ca membru al auditoriului teatrului
- Edward Connelly - ministru al regelui